# Mia Talerico
Mia Talerico (Santa Bárbara, California; 17 de septiembre de 2008) es una actriz estadounidense. Es reconocida por su papel como Charlie Duncan en la serie original de Disney Channel ¡Buena suerte, Charlie! y su película navideña asociada. En 2018, interpretó el papel de Paige Roger en la serie de comedia de Brat TV, Mani.

## Primeros años
Talerico nació el 17 de septiembre de 2008 en Santa Bárbara, California, hija de Chris y Claire Talerico. Tiene hermana menor llamada Aubrey Talerico.

## Carrera
En el año 2010, comenzó su carrera en la serie original de Disney Channel ¡Buena suerte, Charlie! dando vida al personaje de Charlie Duncan.
Al año siguiente, en 2011, tuvo una participación interpretándose a sí misma en la serie So Random!. Posteriormente, retomó su papel como Charlie Duncan en la película original de Disney Channel Good Luck Charlie, It's Christmas!.
En 2013, hizo una aparición en la serie de Disney Jessie, nuevamente como Charlie Duncan. En 2015, desempeñó el papel de Kathryn en el cortometraje Shadow Theory. Dos años después, en 2017, asumió el rol de Larissa McAdams en otro cortometraje titulado Photographic Memory.
Desde 2018 hasta 2022, fue parte del elenco de la serie de Brat TV Mani, interpretando a Paige Roger. En 2023, asumió el papel de Molly en la serie dramática Conrad.

## Filmografía
| Año       | Título                             | Personaje       | Notas                                               |
| --------- | ---------------------------------- | --------------- | --------------------------------------------------- |
| 2010-2014 | ¡Buena suerte, Charlie!            | Charlie Duncan  | Elenco principal                                    |
| 2011      | So Random!                         | Ella misma      | Episodio: «Leigh Allyn Baker and Mia/Pia Toscano»   |
| 2011      | Good Luck Charlie, It's Christmas! | Charlie Duncan  | Película original de Disney Channel                 |
| 2013      | Jessie                             | Charlie Duncan  | Episodio: «Good Luck Jessie: NYC Christmas, Part 1» |
| 2015      | Shadow Theory                      | Kathryn         | Cortometrajes                                       |
| 2017      | Photographic Memory                | Larissa McAdams | Cortometrajes                                       |
| 2023      | Conrad                             | Molly           | Episodio: «Pilot D.O.A»                             |

### Web
| Año       | Título | Personaje   | Notas            |
| --------- | ------ | ----------- | ---------------- |
| 2018-2022 | Mani   | Paige Roger | Elenco principal |